# Opercularia varia
Opercularia varia är en måreväxtart som beskrevs av Joseph Dalton Hooker. Opercularia varia ingår i släktet Opercularia och familjen måreväxter. Inga underarter finns listade i Catalogue of Life.